# Poupée russe
Pour les articles homonymes, voir Les Poupées russes, Matriochka (homonymie) et Gigogne.

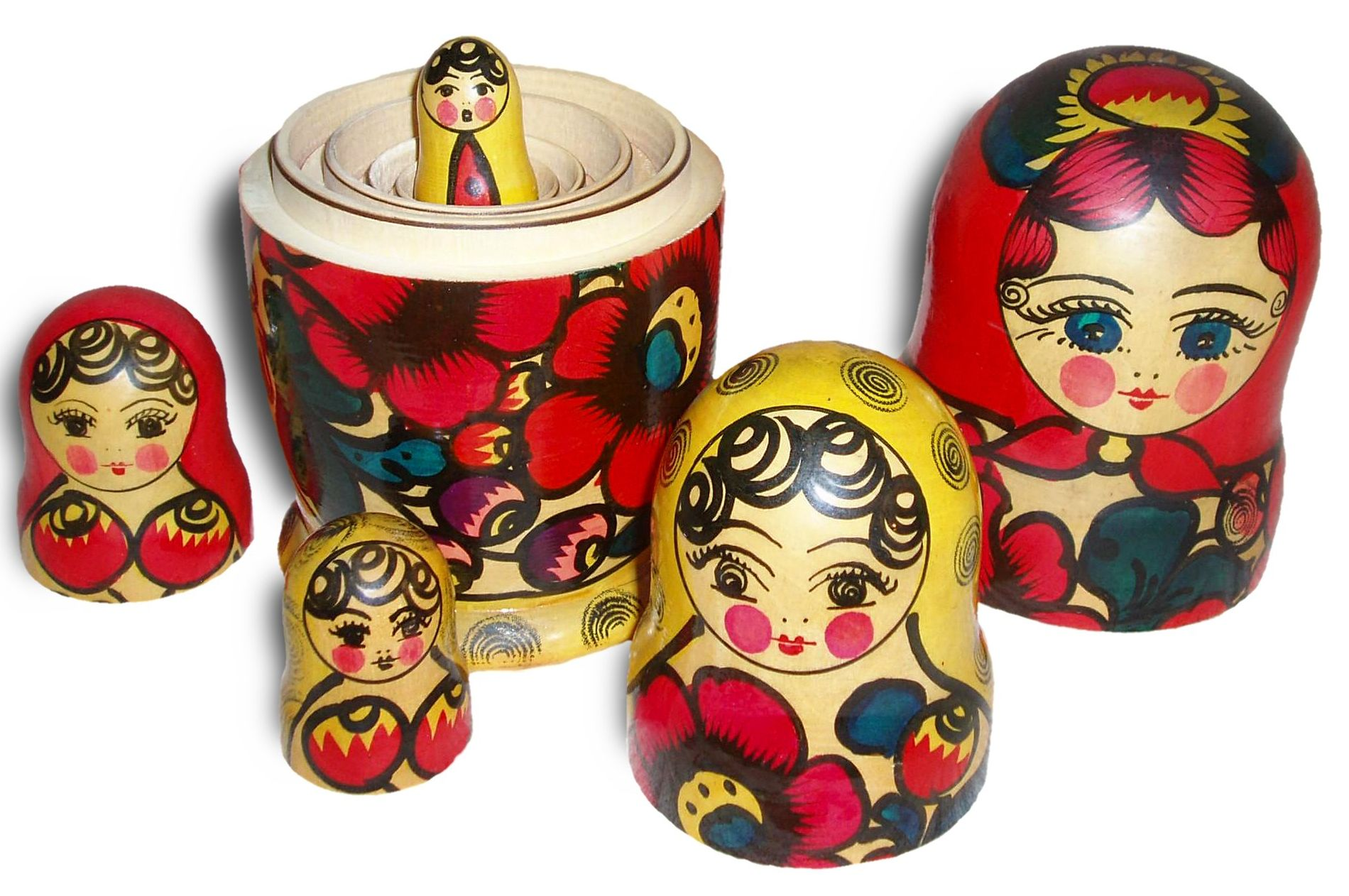
Poupées russes.

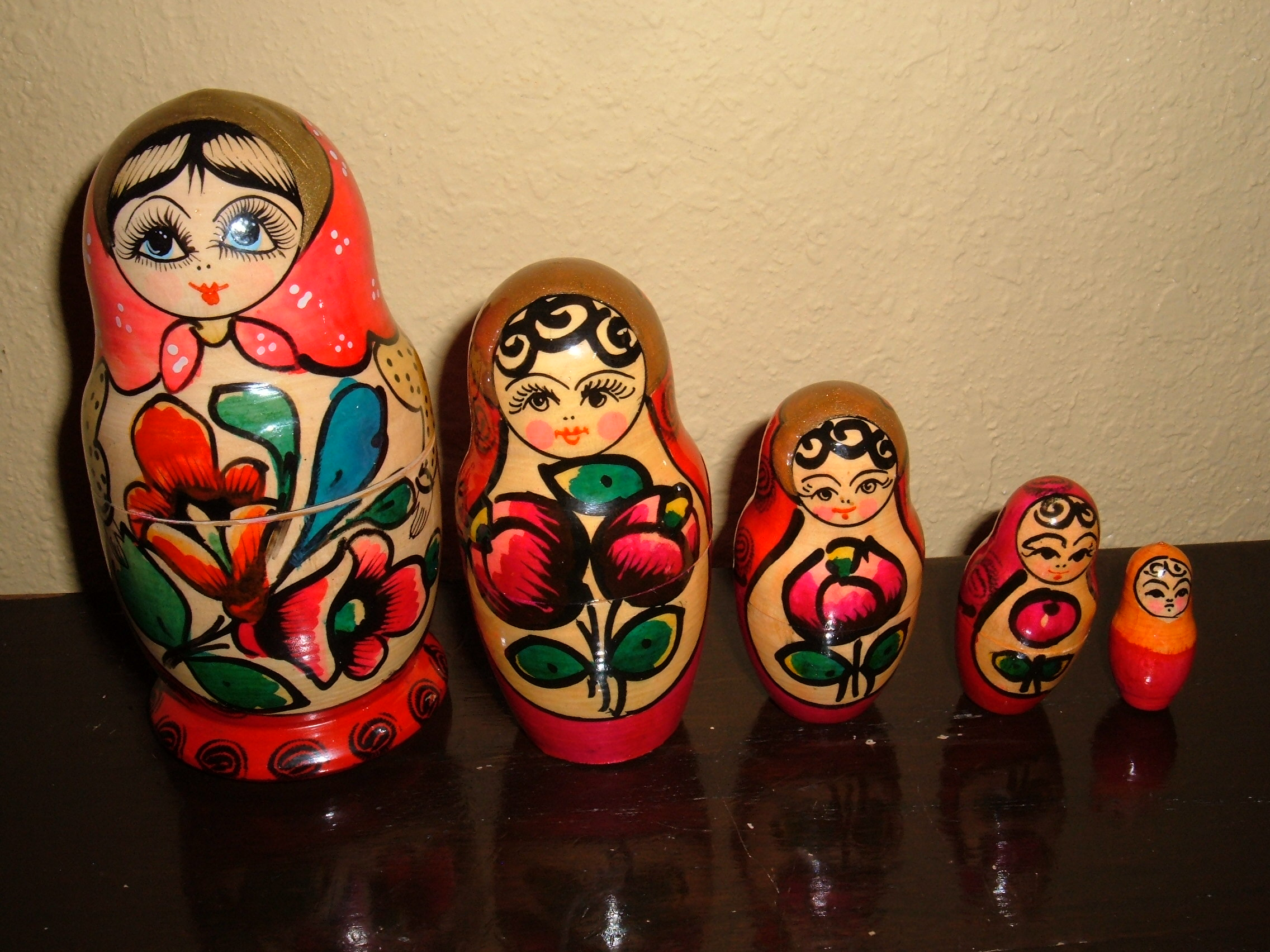
Série de poupées russes.

Les poupées russes ou matriochkas (en russe матрёшка, matriochka, au pluriel матрёшки, matriochki) sont des séries de poupées de tailles décroissantes placées les unes à l'intérieur des autres. Le mot matriochka est dérivé du prénom féminin Matriona, traditionnellement associé à une femme russe de la campagne, robuste et aux formes généreuses, prénom de même étymologie que мать (« mère ») et матрона (« matrone »). On parle aussi parfois de poupée gigogne, en référence à la marionnette de la mère Gigogne, qui représente une grande et forte femme entourée d'enfants.

## Caractéristiques
Une poupée russe est une figurine creuse en bois et façonnée au tour, coupée horizontalement à mi-hauteur et permettant d'en retirer le haut, révélant ainsi à l'intérieur une figurine similaire de taille plus petite. Cette deuxième figurine renferme elle-même une autre figurine, et ainsi de suite. Une série comporte le plus souvent 5, 7 ou 10 poupées mais peut atteindre plusieurs dizaines d'éléments : en 1970, un record de 72 poupées a été atteint à Nijni Novgorod, avec une matriochka d'un mètre de hauteur.
Les plus prisées sont fabriquées en tilleul mais la plupart sont en bouleau. Elles sont presque exclusivement tournées, de forme ovale épaulée, arrondie vers le haut pour la tête et fuselée vers le bas. Elles ne possèdent pas de mains, excepté celles qui sont peintes.
La beauté de l'objet réside dans les peintures de chaque poupée, qui peuvent être extrêmement élaborées. Une série de poupées russes suit souvent un thème particulier. Il peut s'agir par exemple de jeunes paysannes en robes traditionnelles, mais le choix du thème reste très libre, les poupées pouvant représenter des personnages de contes de fée tout comme des dirigeants soviétiques voire d'autres pays.
La poupée la plus grande est traditionnellement une femme vêtue d'un sarafan (robe traditionnelle russe) et tenant un nid. Les autres poupées peuvent être des deux sexes, la plus petite étant habituellement un bébé qui ne s'ouvre pas. On offrait jadis ces poupées lors des noces comme symboles de prospérité et d'une nombreuse descendance, mais la tradition est récente, car elles ne sont pas attestées avant la fin du XIXe siècle.

## Histoire

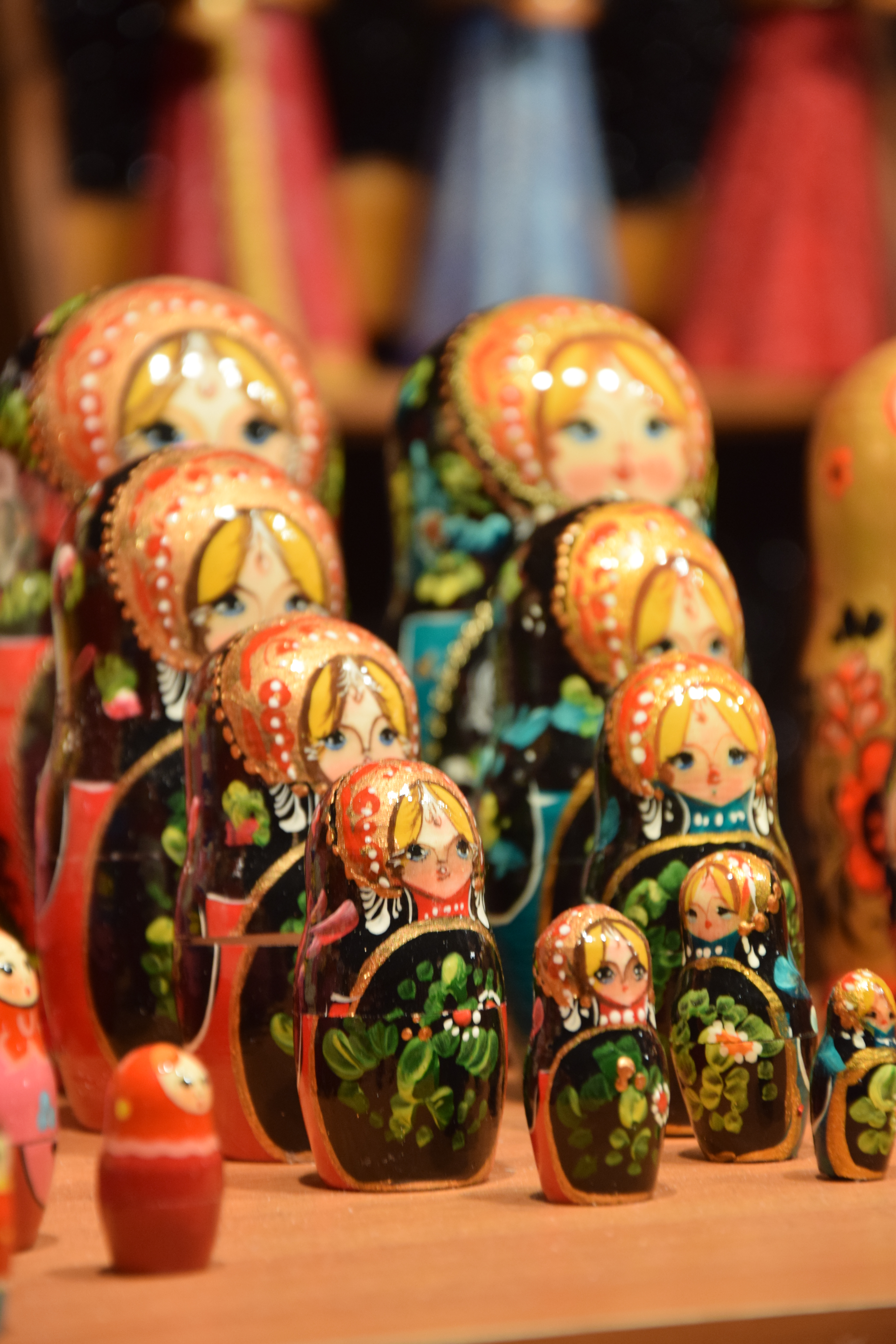
Poupées russes sur le marché de Noël de Colmar

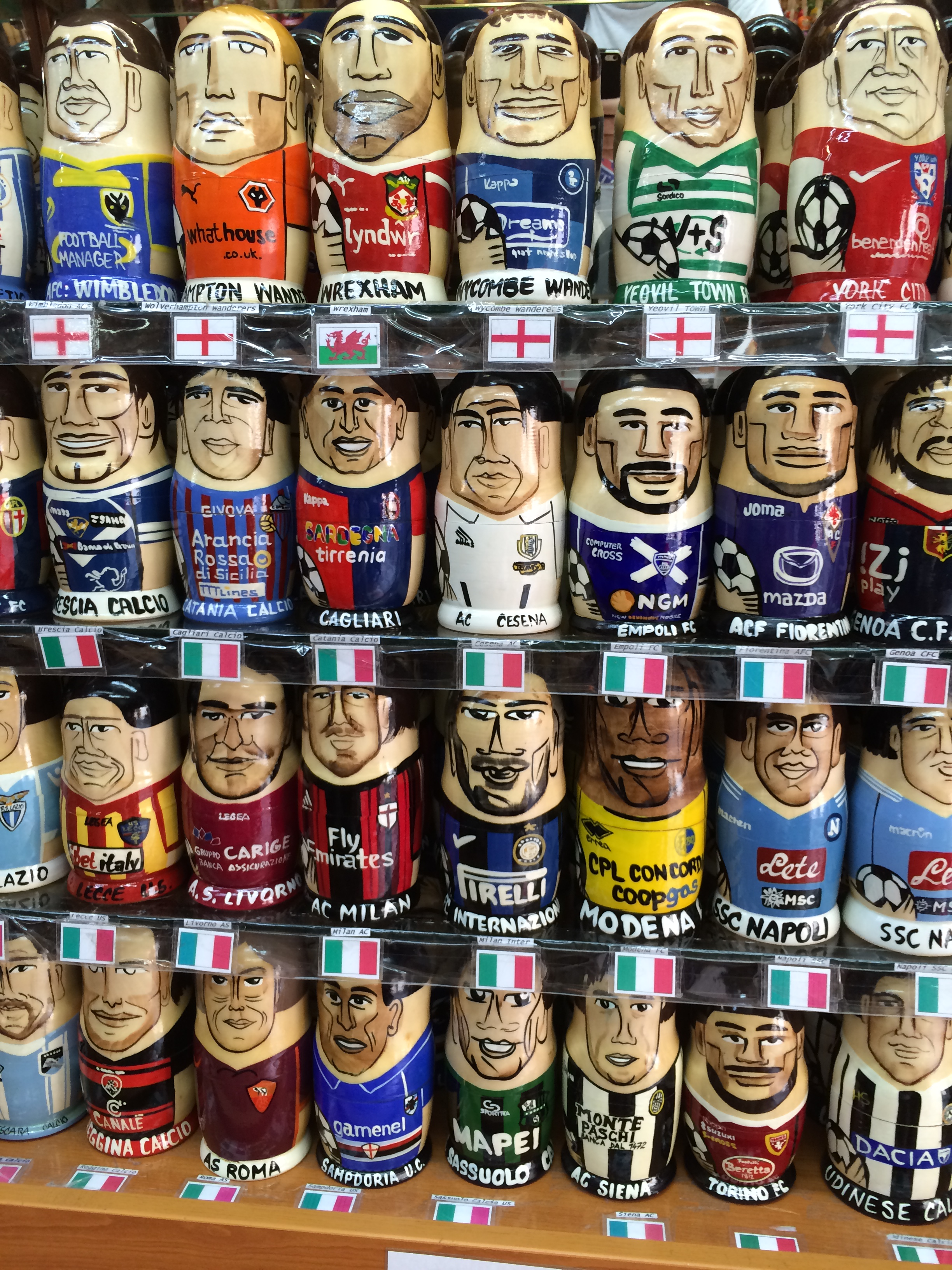
Poupées représentant des joueurs de football à Prague

Le « père » des matriochkas est Sergueï Malioutine, artisan populaire œuvrant sur le domaine d'Abramtsevo appartenant à l'industriel et mécène russe Savva Mamontov. Malioutine s'est inspiré d'une série de poupées de bois japonaises représentant les Shichi-fuku-jin : « Sept Divinités du Bonheur ». La plus grande poupée représentait Fukurokuju, un dieu chauve à l'air heureux et au front particulièrement haut, et à l'intérieur étaient emboîtées les six autres divinités. Malioutine dessina le croquis d'une version russe de ces poupées-gigognes, qui fut sculptée par Vassili Zvezdotchkine dans une boutique de jouets de Serguiev Possad et peinte par Serguei Malioutine, puis vendue chez Anatoli Mamontov à Moscou. Cette première série comptait huit poupées : la plus grande était une fille portant un tablier, et les autres alternaient ensuite un garçon et une fille, pour finir avec un bébé. En 1900, Maria Alexandrovna Mamontova, épouse d'Anatoli Mamontov, présenta ces poupées à l'Exposition universelle de Paris et elles remportèrent une médaille de bronze. Peu de temps après, de nombreuses autres régions de la Russie se mirent à élaborer divers styles de matriochkas. On distingue aujourd'hui plusieurs régions possédant un style notable : Serguiev Possad, Semionovo, Polkholvsky Maidan et Kirov.

Selon l’agence de presse Novosti, « on aurait conservé la première matriochka, façonnée au début du XXe siècle : une paysanne tenant un coq. La poupée « mère » fut appelée « matriona » et ses « filles » reçurent le diminutif de « matriochka ». Le coq était jadis un symbole de fécondité, en Russie et dans toute l’Europe, notamment en France : gage de prospérité et de fécondité, son effigie caracole en girouette sur les clochers. » Toutefois le concept d'objets emboîtés était déjà présent en Russie à la fin du XIXe siècle, pour les œufs de Pâques : on peut notamment citer le premier œuf de Fabergé, datant de 1885, qui renfermait un jaune, contenant une poule, renfermant à son tour un pendentif de rubis et une réplique miniature de la couronne impériale.

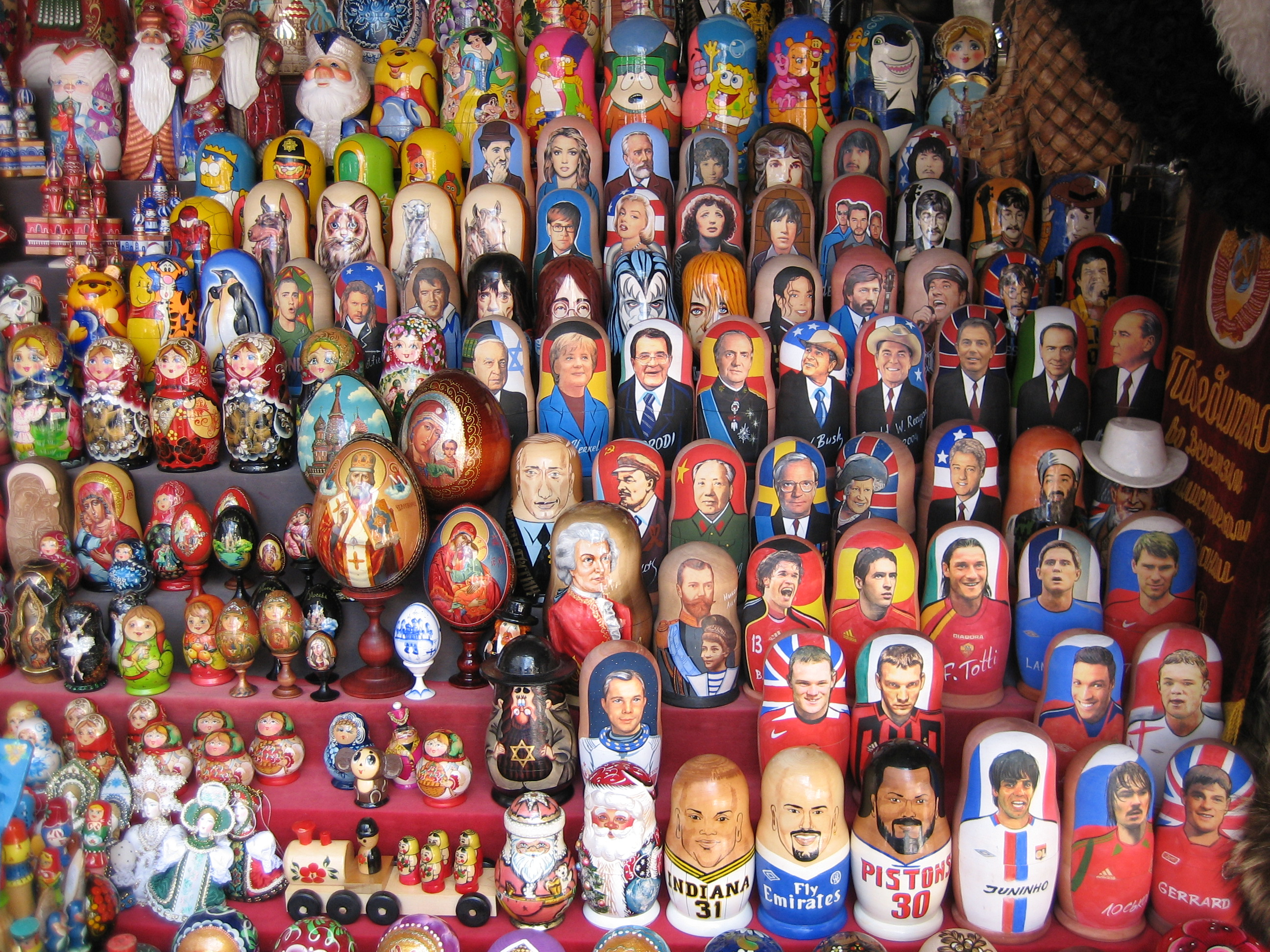
Poupées à vendre à Arbat, Moscou

Pendant la Perestroïka, les matriochkas représentant les dirigeants de l'Union des républiques socialistes soviétiques devinrent une variété courante. Les poupées représentaient, par ordre croissant ou décroissant, Mikhaïl Gorbatchev, Léonid Brejnev, Nikita Khrouchtchev, Staline et Lénine. Iouri Andropov et Konstantin Tchernenko n'apparaissent presque jamais à cause de la brièveté de leurs mandats. Des versions plus récentes commencent avec Vladimir Poutine puis continuent avec Boris Eltsine, Gorbatchev, Brejnev, Khrouchtchev, Staline et Lénine.

## Symbolique
Les matriochkas sont utilisées métaphoriquement comme exemple-type de conception dans ce qu'on appelle le principe des poupées russes. On parle de ce principe lorsqu'on observe une relation de type « objet à l'intérieur d'un objet similaire », que l'on retrouve aussi bien dans la nature que dans des objets créés par l'homme. On peut citer entre autres le matrioshka brain, une mégastructure fondée sur la sphère de Dyson.
Cette métaphore se rapproche de celle de l'oignon. Lorsqu'on épluche la couche extérieure de l'oignon, on trouve un oignon semblable à l'intérieur. Ce genre de structure est par exemple employée par les stylistes.
L'expression est utilisée par François Jacob pour décrire le principe majeur de l'organisation de la matière, quand il énonce que « c’est par l’intégration que change la qualité des choses. »
Les poupées matriochka sont une représentation traditionnelle de la mère portant un enfant à l'intérieur d'elle et peuvent être perçues comme une représentation d'une chaîne de mères perpétuant l'héritage familial à travers l'enfant dans leur ventre. De plus, les poupées matriochka sont utilisées pour illustrer l'unité du corps, de l'âme, du cœur et de l'esprit,,.

### En informatique

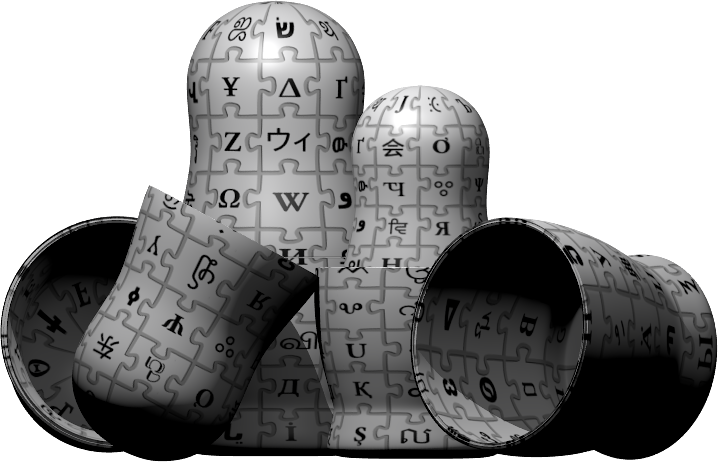
Matriochkas dans le style de Wikipédia

Dans le domaine de l'informatique, la représentation de la poupée russe est similaire à la notion de fonction récursive :
Parfois, pour résoudre un problème informatique, une solution rapide et efficace est de résoudre une petite portion du problème, puis de dire qu'on va appliquer « le même raisonnement sur le reste du problème ».
Exemple : Pour déterminer quel est le plus jeune élève, dans une classe de 30 élèves, on pourrait écrire un programme qui fait chaque comparaison une à une, 30 fois d'affilée — un calcul qui serait linéaire.
Ou alors, on peut choisir une méthode récursive (en « poupée russe »). Le programme se résumera alors à deux instructions :
- Instruction 1 : Prendre l'âge du premier élève venu dans la liste.
- Instruction 2 : Comparer l'âge de cet élève avec l'âge du plus jeune élève du groupe restant. (autrement dit, on relance le même calcul sur un problème qu'on vient de réduire en taille).
- Instruction 3 : La réponse au problème est la réponse donnée par l'instruction 2.

Ce programme est « récursif » car l'instruction 2 va relancer un calcul identique, mais sur un plus petit nombre d'élèves (ici, 29 élèves), et ainsi de suite. On a imbriqué un problème plus petit pour résoudre le « grand » problème.

## Dans la culture
Les poupées russes sont également un symbole de la Russie dans la culture populaire.

### Iconographie
Depuis le conflit en Ukraine commencé en 2014, une image de poupée russe aux dents de vampire, symbolisant la Russie, est utilisée en Ukraine sur les dépliants, autocollants et affiches de la campagne « N'achète pas russe ! ». Après le début de la crise de Crimée et la rumeur d'intervention militaire russe en Ukraine en 2014, on a ajouté aux images de poupée russe une arme et un treillis.[réf. nécessaire]

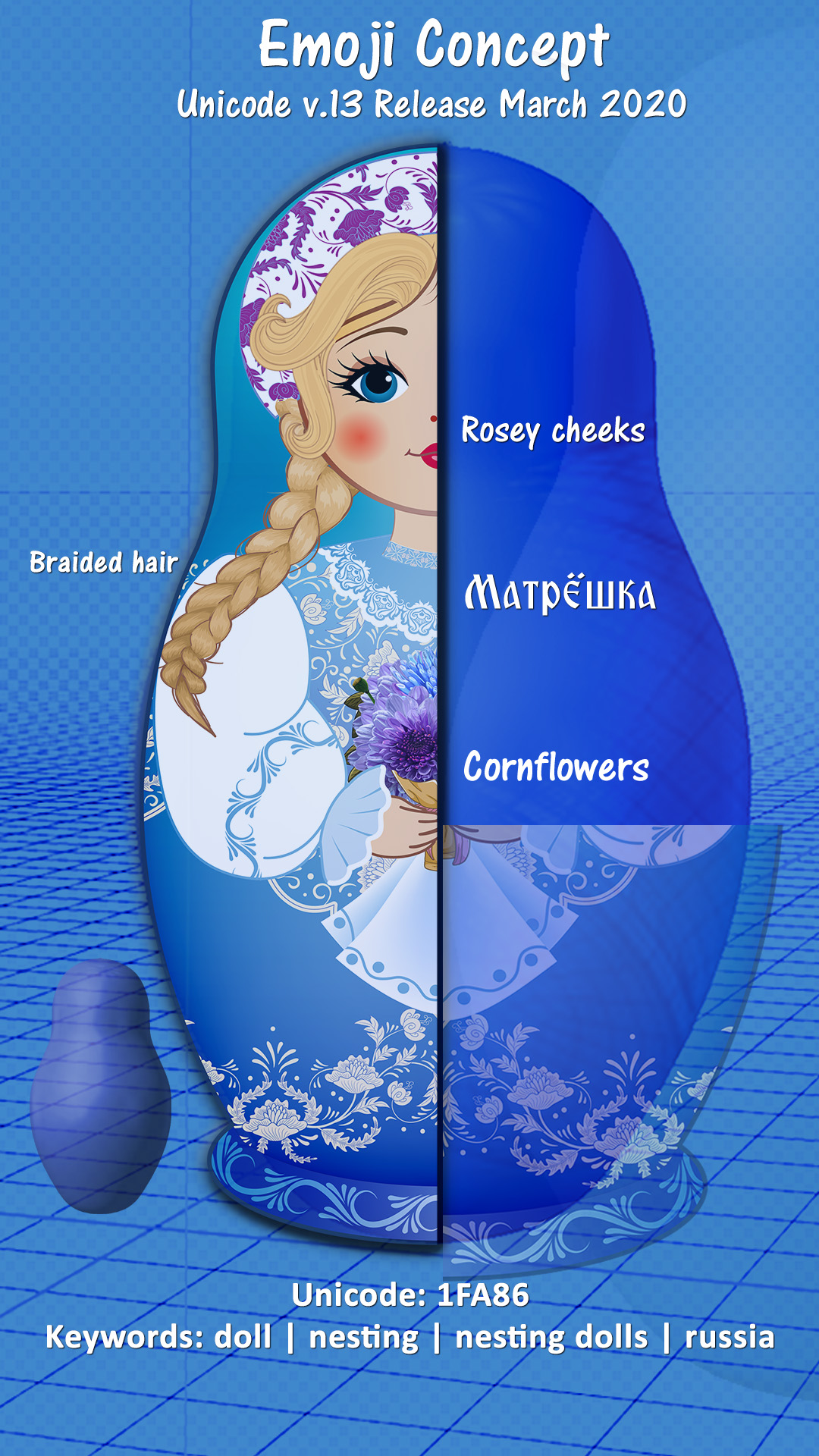
Concept original d'émoji tel que soumis au Consortium Unicode par Jef Gray

En 2020, le Consortium Unicode a approuvé la poupée matriochka (🪆, code U+1FA86) comme l'un des nouveaux caractères emoji dans la version 13. L'émoji de la poupée matriochka, ou poupée gigogne, a été présenté au consortium par Jef Gray,, en tant que symbole non religieux et apolitique de la culture russo-européenne de l'Est et de l'Extrême-Orient.

### Cinéma
- Dans Le Grand Blond avec une chaussure noire, le personnage principal possède une série de telles poupées, qui seront ouvertes une à une par les espions.
- Dans le film Les Poupées russes, la philosophie de vie sentimentale est comparée à la découverte successive d'une nouvelle personne à la manière d'un jeu de poupées russes. Cependant, comme pour les deux autres volets de la trilogie, le titre a un double sens. Celui-ci évoque les danseuses russes, et plus particulièrement la relation entre William et Natacha.
- Dans le film L'Apprenti sorcier, la poupée gigogne sert de prison aux morganions.
- Dans le film Les Cinq Légendes, le Père Noël possède des poupées russes qui représentent chaque facette de sa personnalité.
- Dans les dessins animés Toy Story et Toy Story 2, Andy possède une série de matriochkas représentant des animaux[pertinence contestée]

### Littérature
- Le Silence des matriochkas d'Anne Bassi, roman, 2021, Éditions Bérangel, Boivre-la-Vallée    (ISBN 978-2-37066-100-5)
- Dans La Machination Voronov des aventures de Blake et Mortimer, l'échantillon du virus, au cœur de l'intrigue serait dissimulé à l'intérieur de matriochkas.
- La Poupée russe de Wladimir Kokovtsov, roman, 2017, Éditions de la Neva, Neuilly-sur-Seine  (ISBN 978-2-916830-02-5)

### Séries télévisées
- Dans le dessin animé Les Héros d'Higglyville, les personnages sont des matriochkas vivantes.
- Dans la mini série télévisée Tinker, Tailor, Soldier, Spy, inspirée du roman La Taupe de John le Carré, quatre matriochkas apparaissent successivement pendant le générique. Il s'agit d'une référence à la Russie, l'intrigue impliquant des espions soviétiques. La dernière poupée, qui ne possède pas de visage, est une référence à la « taupe », un espion infiltré et dont l'identité reste inconnue.
- Dans la saison 5 de la série Le Bureau des légendes, une matriochka, représentant des présidents américains, révèle des liens secrets entre les espions français et russe, protagonistes de l'intrigue principale.

### Télévision
- Dans un des épisodes du jeu télévisé américain The Amazing Race, les participants devaient chercher des indices cachés parmi des milliers de matriochkas.

### Jeu vidéo
- Dans le jeu vidéo Shin Megami Tensei: Devil Summoner: Raidou Kuzunoha vs. The Soulless Army, Grigori Raspoutine, l'un des antagonistes principaux du jeu, enferme des démons dans des matriochkas.
- Le jeu Stacking prend place dans un monde entièrement peuplé de matriochki.

### Musique
- Le compositeur australien Julian Cochran a écrit une composition inspirée de la Russie intitulée Wooden Dolls, où il est question d'un groupe de matriochkas communiquant entre elles.
- Dans la chanson Matryochka de Hachi, Hatsune Miku et Gumi, les deux chanteuses, se comparent à des matriochkas.
- Le groupe biélorusse Liapis Troubetskoï a utilisé des poupées russes pour son album Matrёshka. Ce titre est aussi l'une des chansons de l'album. En outre, une image de poupée russe stylisée est sur la couverture officielle de l'album.
- Le groupe français Kyo publia aussi une chanson nommée Poupées russes dans son album L'Équilibre.
- Le groupe de reggae français Danakil sort une chanson Poupées Russes sur l'album Entre les lignes en 2014.
- Poupées Russes est le deuxième album du groupe français L.E.J, c’est également le nom de la première chanson de l’album.

## Record du monde
Le plus grand ensemble de poupées matriochka au monde est un ensemble de 51 pièces peintes à la main par Youlia Bereznitskaia de Russie, achevé en 2003. La poupée la plus grande de l'ensemble mesure 53,97 centimètres ; la plus petite mesure 0,31 centimètres. Côte à côte, les poupées s'étendent sur 3,41 mètres.